# Cocomaro di Cona
Cocomaro di Cona è una frazione di Ferrara di 433 abitanti, facente parte della Circoscrizione 4.

## Origini del nome
Il toponimo deriva da cucumarious, antica forma di cuccuma, pignatta. L'appellativo "di Cona" sta a significare che il borgo dipendeva dalla parrocchia della vicina Cona.

## Storia
Venne nominata nel catasto estense del 1405 come una delle dodici ville di terzo grado appartenenti al polesine di Codrea. 
Il paese si è poi sviluppato nell'antica golena del Po di Volano e si estende fra Aguscello e Cona.

## Monumenti e luoghi d'interesse

### Architetture religiose
- Chiesa dell'Assunzione della Beata Maria Vergine, divenuta parrocchiale nel 1632.